# 着陸

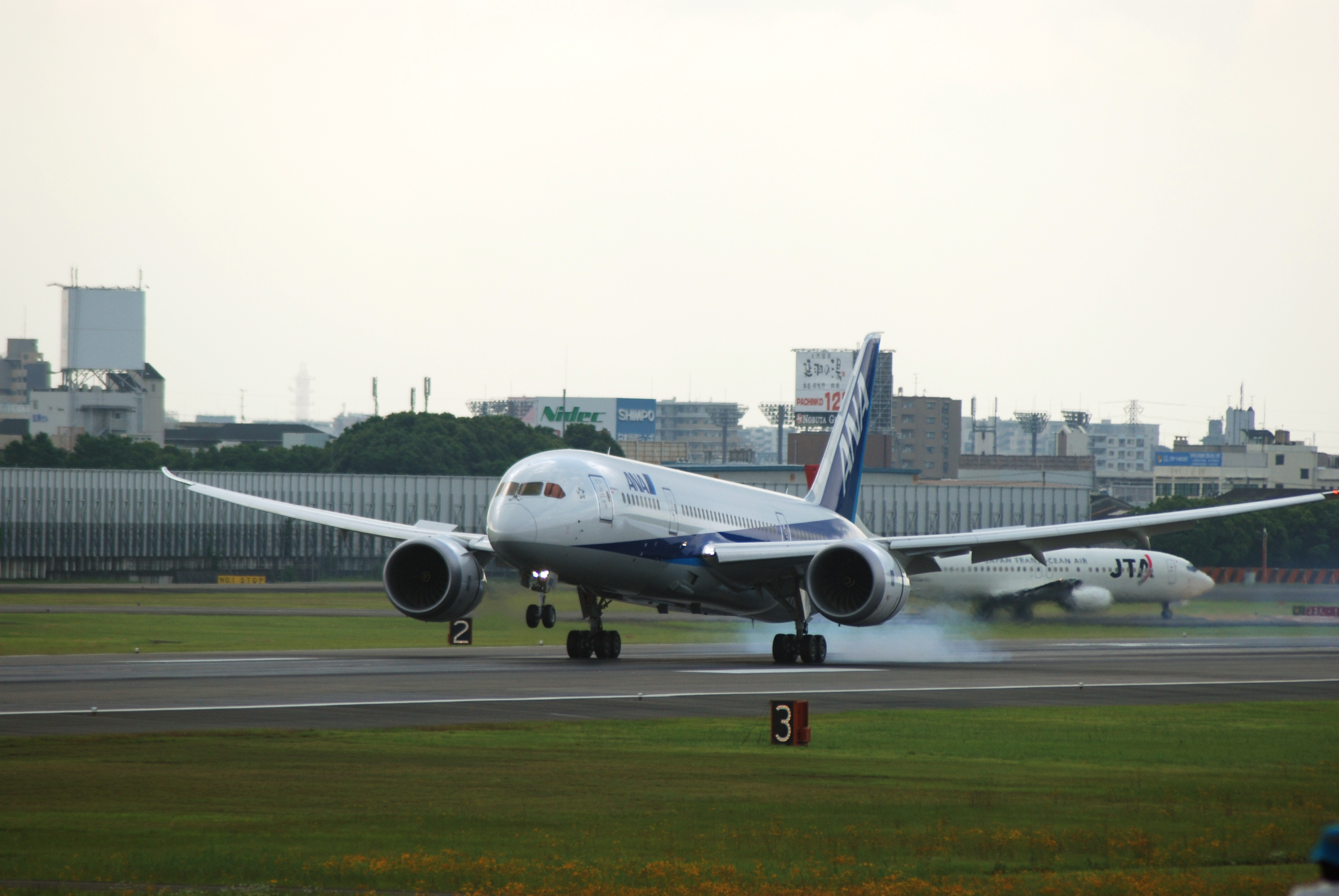
着陸する航空機（滑走路の路面と降着装置の車輪が接地した直後）。

着陸（ちゃくりく）とは、空中の物体が降下して、地表面に接触した状態に移行し、静止あるいは減速することをいう。着陸という言葉は航空機に対して用いられることが多い。この項目では航空機の着陸について述べる。宇宙機の着陸についてはランダーを参照。

## 概要
航空機の着陸において、固定翼機は目標（滑走路・航空母艦の飛行甲板などの航空施設）へ降下、接地して滑走し、そのまま減速・静止する。垂直離着陸機やヘリコプターなどの回転翼機、飛行船などの軽航空機では滑走手順は原理的には不要であるが、行なう場合も多い（後述）。

## 着陸手順

### 巡航高度からの降下

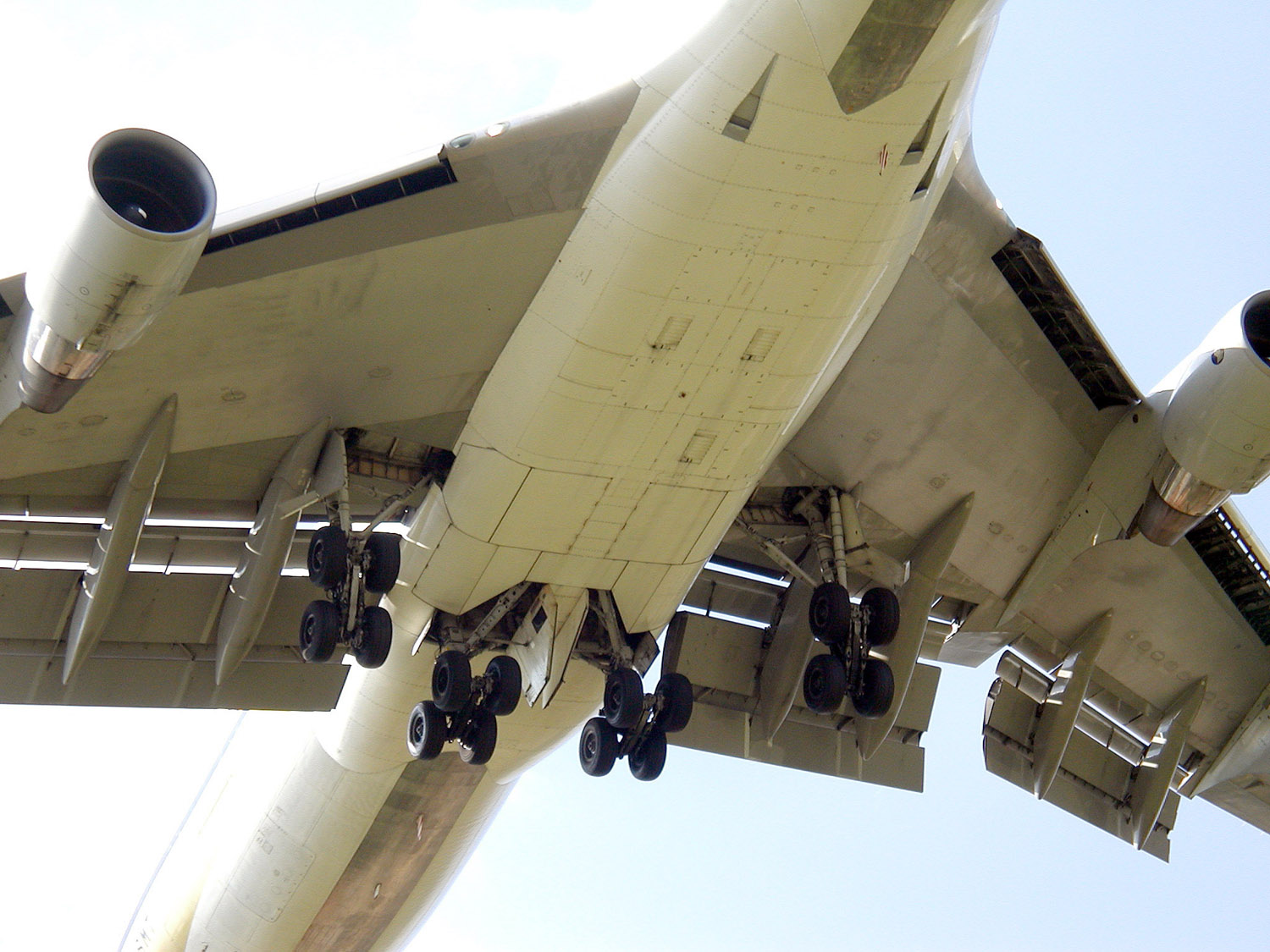
着陸する航空機の下部（フラップと降着装置）。

垂直の降下率を制御し高度を減少させる操作である。かつては『着陸は計画された墜落である』といわれるように危険が伴っていたが、計器類の発達により詳細な降下率を確認できるため手順を踏めば安全に着陸できるようになっている。
固定翼の航空機が巡航高度から降り着陸するまでの間、高度の低下だけではなく、少なくとも速度の減少、続いてフラップ（高揚力装置）の使用、降着装置（ギア）を出し入れできる機構がある場合は降着装置を降ろす操作が必要である。動力を用いる固定翼機ではパワーはゼロにはしないことが多い。動力を用いない場合の滑空比（降下距離÷水平距離、1/7程度）・降下率は通常の着陸（1/18 = 降下角3度程度）より大きく、極めて危険なためである。グライダーなど軽量機体では滑空比は1/20程度である。スペースシャトルのオービターは動力を持たないが、降下角20度（滑空比1/2.7）にも及ぶ。

### 一般的な目視着陸手順
※トラフィックパターンも参照。
目視による着陸を行なう場合には、滑走路と並行する経路から滑走路に至る経路を半周する経路を周回する。まず滑走路を視認したら、滑走路と並行する経路に進入する（以後滑走路は見失わないようにする）。対地速度が低くとも揚力を稼ぐために最終的に風下から風上へ着陸する向きの滑走路が使われるため、滑走路と並行する経路は風上から風下へと向かい、ダウンウィンドレグとよばれる。ダウンウィンドレグは、旋回する向きによってレフトダウンウィンド（滑走路着陸方位から見て左奥から左手前、機長席が左側であるため好まれる）、ライトダウンウィンドがある。
高度を落としながらある程度滑走路を斜め後ろに見送ったら、滑走路と直角な短いベースレグに入る。このとき滑走路がクリアであることを確認しなければならない。滑走路の手前で風向きと逆な滑走路と正対するファイナルレグに入る。
正しい降下率であるかを目視で確認するために、PAPIなどの補助装置が使われる。

### 一般的な計器着陸手順
空港近辺にVOR/DMEなどの航法支援設備がある場合、VOR/DMEから一定の角度・距離にあるウェイポイント（最近はGPSを併用した緯度・経度で指定されたウェイポイント）をたどって滑走路延長上に到達できる。また滑走路に精密な電波誘導の設備(ILS)が備え付けられている場合、計器による進入が可能である。これらの場合の着陸経路は目視の場周経路と異なり、STARとして空港ごとに定められている。
ILSは縦横に位相差をもって発射された電波を航空機のアンテナで受けることで、縦横の偏差を知ることができる装置である。横の偏差を表示する装置（電波を発射する装置）がローカライザ、降下角度の偏差を表示する装置（電波を発射する装置）がグライドスロープである。これを中心に合わせるように航空機を降下させることで、視界がほぼゼロでも滑走路終端に到達することができる。ILSに乗る（左右偏差を修正し降下角を合わせる）ためにはある程度滑走路から距離が必要で（通常10マイル・3000フィート程度）、ILSアプローチ経路は目視アプローチ経路より遠回りで時間が掛かる着陸になる。ただしILSの方が着陸航空機の密度は上げられる。
計器による着陸は航空機側に装置が必要である上に、パイロットにも計器飛行証明のライセンスが必要である。旅客機にはさらに滑走路上高度何フィートまで接近して滑走路が見えた場合着陸してよいかの資格があるため、ILSを装備した空港・航空機でも視界・パイロットの資格によっては空港に降りられない場合がある。

### 誘導による着陸手順
混雑空港で着陸機の効率的な運用を助けるため、また燃料を節約するために、管制の指示で定められた周回手順・着陸手順を省略することができる。アプローチまたはレーダとよばれる管制官による誘導（レーダベクタ）であり、通常その空港のコントロールゾーンに入り、ILSに乗るか管制塔の管制官（タワーとよばれる）に引き継がれるまでの間、機方位と高度・速度などを指示して誘導されることが多い。
軍用機の着陸では、GCAとよばれる精密誘導が行なわれることもある。これはILSに代わるものであり、地上・空母からみた航空機の左右の偏差・降下角の上下を無線・ライトで指示しながら滑走路末端付近（通常1マイル程度）まで誘導するものである。地上から航空機の偏差の観測をするのは、やはりGCA用のレーダなどが使われることが多いが、空母などでは目視に基づく指示も行なわれる。

### 接地寸前の操作

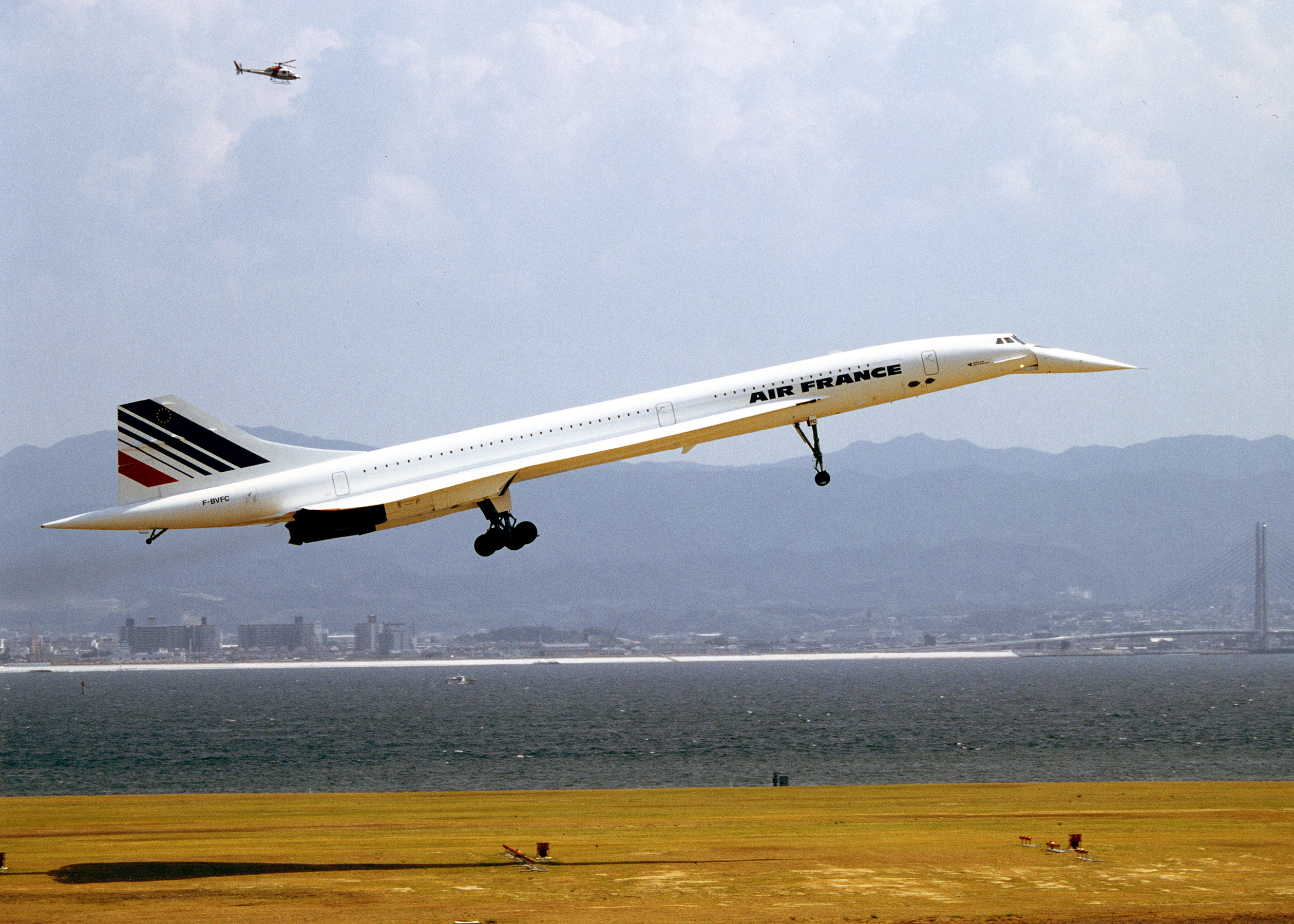
フレア操作によって着地姿勢を取ったコンコルド。機首が下に折れ曲がっている。

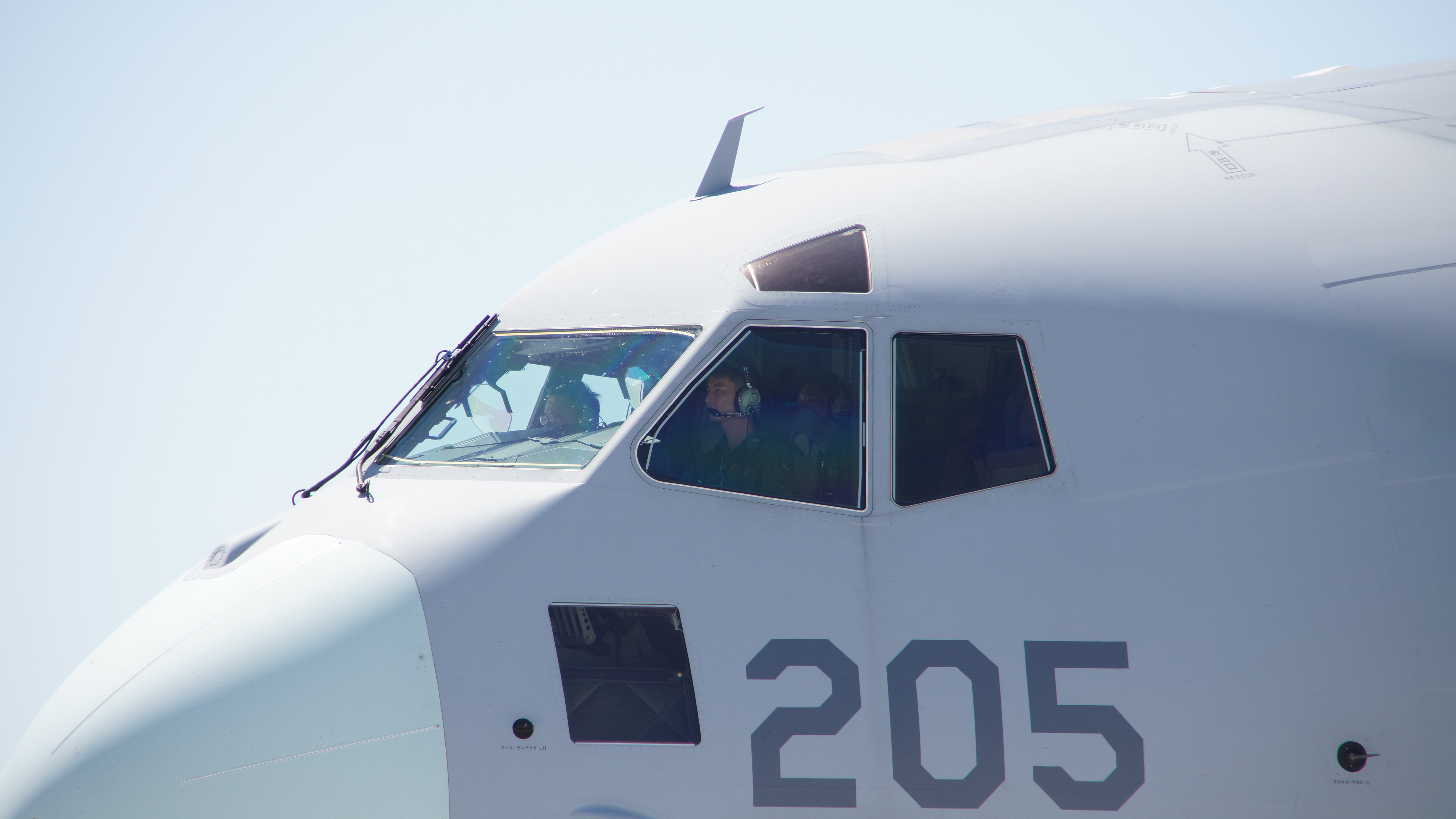
C-2のコックピット下方にある窓。

降下中の降下率で接地すると着陸装置の損傷・機体の寿命短縮や乗客への不快感を招くため、接地時は降下率を下げて地表付近で0（水平飛行）に近くする。接地の瞬間の水平速度は停止までの滑走距離を短縮し、機体および地上物への思わぬ影響を避けるため、失速速度とすることが理想とされる（停止距離は速度の2乗に比例する）。
固定翼機では着陸寸前に、失速速度を下げるため高揚力装置（フラップ）を出して実効翼面積を大きくする。
滑走路接地寸前には、主翼の迎角を増加させるフレア操作を行なう。機体の沈下速度が減り穏やかに接地できる。降下率が減るため接地までの距離は伸びるかに思われるが、水平移動速度を揚力に変換するため、ブレーキにもなる。理想的には「高さゼロでちょうど失速に陥る状態、それへ向けた昇降舵の継続操作」である。これにより航空機重心位置付近のメインギア（主車輪）が先に接地し、後から速度を落とすにつれノーズギア（機首下の車輪）が接地する。
フレア操作が不適切な場合はハードランディングとなり機体の接地時に大きな衝撃がかかり、機体の破損や不快な揺れに繋がるため、ソフトランディングとなるように着陸訓練には多くの時間が割かれているが、オーバーランを防ぐためあえて強く接地することもある。また日本の航空技能審査では着陸時に着陸帯を超えると不合格となる例が増えたこともあり、定点着地を優先したハードランディングが常識化している。この他にも滑走路上の凍結・積雪による影響を抑えるため、スポイラーや逆推力装置を動作させるための接地センサーの動作が遅れないようにするためなどの理由もある。
フレア操作を行うと機首が上に向くため、機体形状やコックピットの位置によっては滑走路が見えなくなるため、操縦席の足下に窓を設置する機種もある。コンコルドは機体の飛行特性上フレア操作を大きくする必要があることや、機首が細長く下方視界が悪いことから、機首が下方に折れ曲る機構を備えている。

### 着陸復行

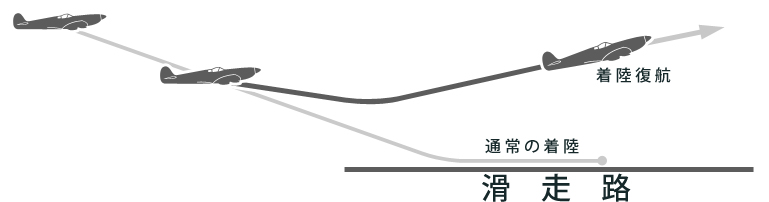

動力を持った航空機では、安全に着陸できる見込みがないとき着陸復行（ゴーアラウンド）操作を行なう。パワーを上げ機首を上げる（フラップを上げ着陸装置を上げる）操作であり、空中で離陸状態に移行するものと考えてよい。
なお近代の航空機では着陸復行はごく通常の着陸手順の一部であり、緊急事態ではない。すべての空港には復行手順（コース・高度、その後向かうポイントなど）が定められており、例えば高い高度で復行を決断したとしても、障害物や他の離着陸機に影響を与えないため、一定のポイント・高度まで降りてから復行することなどが定められている。
これと似たものにタッチ・アンド・ゴーがある。通常の手順で滑走路上に接地し、離陸体勢を整えてから通常の離陸手順で離陸するものである。離着陸訓練などの目的で行なわれる。

## オートランド（自動着陸）

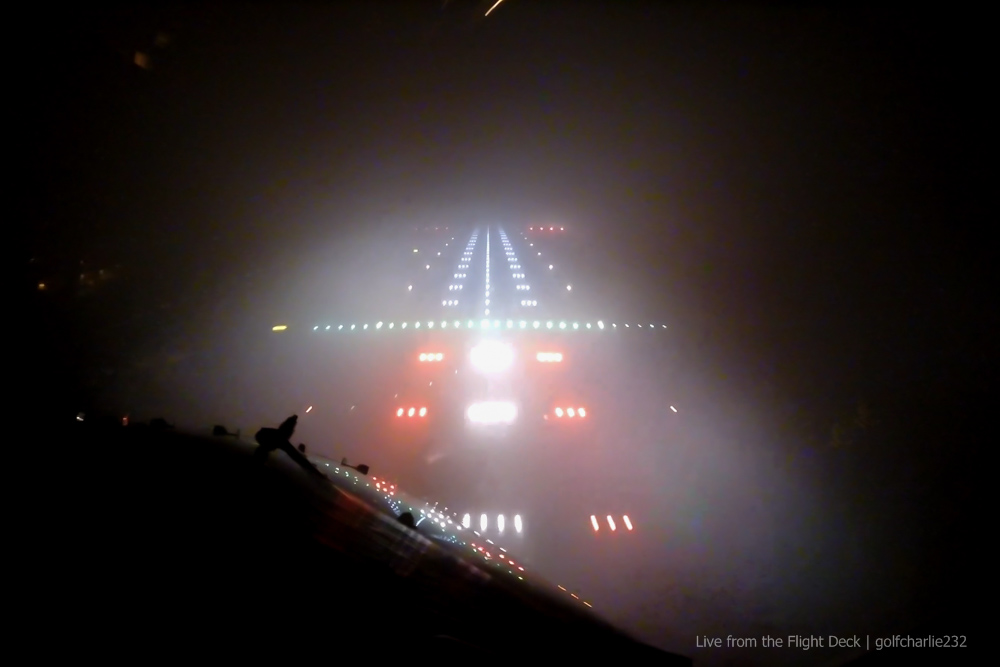
計器着陸装置（CAT-IIIa）着陸のコックピットビュー

自動着陸は、航空機の飛行の着陸手順を完全に自動化したオートランドシステムで、通常では危険または運航不可能な悪天候・低視程での着陸が可能となる。パイロットは、アプローチの最終段階でシステムの監視を行い、システム障害または緊急事態の場合にのみ介入できる。一部のオートランドシステムは、着陸後、航空機を滑走路からエプロンまでタキシングも可能である。

## 固定翼機の着陸
多くの固定翼機では、動力を抑えて滑走路に接近し、失速寸前の速度まで安全に減速し、滑走路の着陸帯に接地（タッチダウン）する。その後、路面を滑走してブレーキやスポイラー・逆噴射装置を使い減速・静止を行う。
一般に、機体が重いほど、着陸に要する滑走距離が長くなる。これは定性的には、揚力の式から伺うことができる。降着装置・滑走路の強度や乗り心地の点から、沈下速度があまり大きくないようにするには、揚力 L と重量 W は大きく違ってはならない。したがって、空気密度をρ、飛行速度を U, 翼面積を S, 揚力係数を CL とすると、
{\displaystyle W\simeq L={\frac {1}{2}}\rho U^{2}SC_{L}\quad \Rightarrow \quad U\simeq {\sqrt {{\frac {2}{\rho C_{L}}}{\frac {W}{S}}}}}
となる。実際には翼面積は機種によって変わる（重い機体ほど大きい）ため、一概には言えないものの、重量の増大が着陸速度の増大に寄与することはわかる。W/S を翼面荷重と呼ぶことがある。
航空機の自動操縦化にともない、滑走路への着陸では自動操縦が実現されている。計器着陸装置（ILS; Instrument Landing System）によって着陸進入は古くから自動化されている。近年、ILSの性能向上により、ILSカテゴリーIIIにおいては滑走路への接地の操縦も自動化が可能となっている。
着陸における事故は航空事故の3割を占めるといわれ、着陸は航空機の操縦において、難しい操作のひとつとされる。この理由として、航空機が着陸態勢に入るためにフラップなどの高揚力装置や着陸装置（ランディング・ギア）などの多くの装置を稼動させなくてはならないこと、上空を巡航する状態に最適化されている航空機に着陸態勢は負荷の大きい状態であること、広大な空間を飛行していた航空機が狭く平面的な空間である滑走路に接地するため精密な制御が必要であることが挙げられる。

### 特殊な固定翼機の着陸
固定翼機には、垂直離着陸機 (VTOL機)や短距離離陸垂直着陸機 (STOVL機)、垂直/短距離離着陸機 (V/STOL機)、短距離離着陸機 (STOL機)といったカテゴリーに属する、特殊な離着陸性能を有する航空機もある。
これらは、滑走路を使用せずに垂直に着陸したり、短距離の滑走で着陸が可能である。